# Patología vesical
La patología vesical tiene múltiples orígenes y se puede clasificar según si son congénitas o adquiridas, crónicas o agudas.

## Congénitas
- Duplicidad vesical
- Extrofia vesical
- Divertículos, fístulas y quistes, a nivel de la cúpula vesical. Estas enfermedades tienen en común la falta de la obliteración del uraco.

## Adquiridas
- Cistitis: Inflamación vesical de diversa etiología.
- Cistitis intersticial: La cistitis intersticial es una enfermedad vesical de origen desconocido y caracterizada por la infiltración de células inflamatorias a nivel de la pared vesical, lo cual provoca ulceración en la mucosa, espasmos en el músculo detrusor, hematuria, disuria y urgencia miccional.
- Cistocele. Consiste en la protrusión de la vejiga sobre la pared vaginal anterior, debido a debilidad de los tejidos que separan ambos órganos.
- Ruptura vesical: La ruptura puede ocurrir en vejigas llenas sin que ocurra el correcto vaciamiento. Puede ocurrir en bebedores excesivos en donde al perder la consciencia no logran orinar tras un consumo excesivo de alcohol. La condición es muy rara en mujeres. Dentro de los síntomas, destaca el síndrome urémico que se produce debido a la reabsorción de orina.
- Cáncer de vejiga: diferentes neoplasias pueden afectar el epitelio de transición de la vejiga.

- Datos: Q6066379
- Multimedia: Diseases and disorders of the urinary bladder / Q6066379